# Ringo Starr and His All-Starr Band
Ringo Starr and His All Starr Band es el primer álbum en directo del músico británico Ringo Starr, publicado por la compañía discográfica EMI en octubre de 1990. 
El álbum fue grabado en el Greek Theatre de Los Ángeles (California) durante la primera gira norteamericana de Ringo tras la disolución de The Beatles en 1990 y tras su rehabilitación de problemas con el alcohol. Está acreditado a la All-Starr Band, una banda encabezada por Ringo y compuesta por una serie de celebridades musicales que contó, en su primera edición, con músicos como Billy Preston, Dr. John, Joe Walsh, Jim Keltner, los miembros de la E Street Band Clarence Clemons y Nils Lofgren, y los miembros de The Band Levon Helm y Rick Danko. 
A pesar de que la gira obtuvo reseñas positivas por parte de la crítica musical, Ringo Starr and His All Starr Band obtuvo un escaso éxito comercial y no entró en la lista estadounidense Billboard 200. 

## Historia
Tras la publicación en 1983 del álbum Old Wave, Ringo pasó los siguientes años haciendo apariciones públicas en diversos programas de televisión y trabajando como músico de sesión con otros artistas, destacando su participación en el largometraje de Paul McCartney Give My Regards to Broad Street en 1984 y en el álbum de George Harrison Cloud Nine. También llegó a participar en sesiones de grabación de un álbum inédito hasta la fecha. En 1988, reconoció públicamente que su esposa Barbara Bach y él tenían un problema de alcoholismo y entraron en una clínica de rehabilitación. 
Una vez recuperado, sintió la necesidad de volver a trabajar, y emprendió su primera gira desde la disolución de The Beatles en 1970. Para ello, creó la All-Starr Band, una banda liderada por Ringo e integrada por una serie de amigos y celebridades musicales cambiante en sus diferentes ediciones. Además, los conciertos fueron ideados para que cada integrante de la All-Star Band cantase como mínimo una canción de sus respectivas carreras. 
Entre julio y septiembre de 1989, Starr salió de gira con la primera edición de la All-Starr Band, integrada por Dr. John, Joe Walsh, Billy Preston, Levon Helm, Rick Danko, Nils Lofgren, Clarence Clemons y Jim Keltner. En gran parte de los conciertos de la gira se agotaron las entradas y fueron bien recibidos por la crítica musical.

## Recepción
Ringo Starr and His All-Starr Band, que contiene el último concierto de la gira en el Greek Theatre de Los Ángeles (California), fue publicado por EMI en otoño de 1990, con una edición deluxe que incluyó un disco extra con cuatro canciones adicionales. En Estados Unidos, Rykodisc asumió la distribución del álbum. A pesar de las reseñas positivas por parte de la crítica musical, Ringo Starr and His All Starr Band no entró en ninguna lista de discos más vendidos, y su manufacturación fue cancelada pocos años más tarde. Todas las canciones del álbum fueron recopiladas posteriormente en The Anthology... So Far.

## Lista de canciones
| Cara A |                      |                                                                           |          |  |
| N.º    | Título               | Escritor(es)                                                              | Duración |  |
| 1.     | «It Don't Come Easy» | Richard Starkey                                                           | 3:17     |  |
| 2.     | «No No Song»         | Hoyt Axton, David Jackson                                                 | 3:28     |  |
| 3.     | «Iko Iko»            | Rosa Lee Hawkins, Barbara Ann Hawkins, Joan Marie Johnson, James Crawford | 6:10     |  |
| 4.     | «The Weight»         | Robbie Robertson                                                          | 5:57     |  |
| 5.     | «Shine Silently»     | Nils Lofgren, Dick Wagner                                                 | 6:45     |  |
| 6.     | «Honey Don't»        | Carl Perkins                                                              | 2:44     |  |

| Cara B |                               |                                                          |          |  |
| N.º    | Título                        | Escritor(es)                                             | Duración |  |
| 7.     | «You're Sixteen»              | Bob Sherman, Dick Sherman                                | 2:59     |  |
| 8.     | «Quarter To Three»            | Frank Guida, Eugene Barge, Joseph Royster, Gary Anderson | 3:52     |  |
| 9.     | «Raining In My Heart»         | Buddy Holly                                              | 5:22     |  |
| 10.    | «Will It Go Round In Circles» | Billy Preston                                            | 4:20     |  |
| 11.    | «Life In The Fast Lane»       | Joe Walsh, Glenn Frey, Don Henley                        | 6:40     |  |
| 12.    | «Photograph»                  | Richard Starkey, George Harrison                         | 4:20     |  |

| CD extra (edición deluxe) |                      |                                                     |          |  |
| N.º                       | Título               | Escritor(es)                                        | Duración |  |
| 13.                       | «It Don't Come Easy» | Richard Starkey                                     | 3:09     |  |
| 14.                       | «The Weight»         | Robbie Robertson                                    | 5:45     |  |
| 15.                       | «Rocky Mountain Way» | Rocke Grace, Kenny Pasarelli, Joe Vitale, Joe Walsh | 7:14     |  |
| 16.                       | «Act Naturally»      | Rusell, Morrison                                    | 2:45     |  |

## Personal
- Ringo Starr: batería y voz
- Billy Preston: teclados, armonio y voz
- Joe Walsh: guitarra, percusión y voz
- Nils Lofgren: guitarra, acordeón y voz
- Clarence Clemons: saxofón, percusión y voz
- Dr. John: piano y voz
- Rick Danko: bajo y voz
- Garth Hudson: acordeón
- Levon Helm: batería, percusión y voz
- Jim Keltner: batería y percusión
- Zak Starkey: batería